# Lhakhang

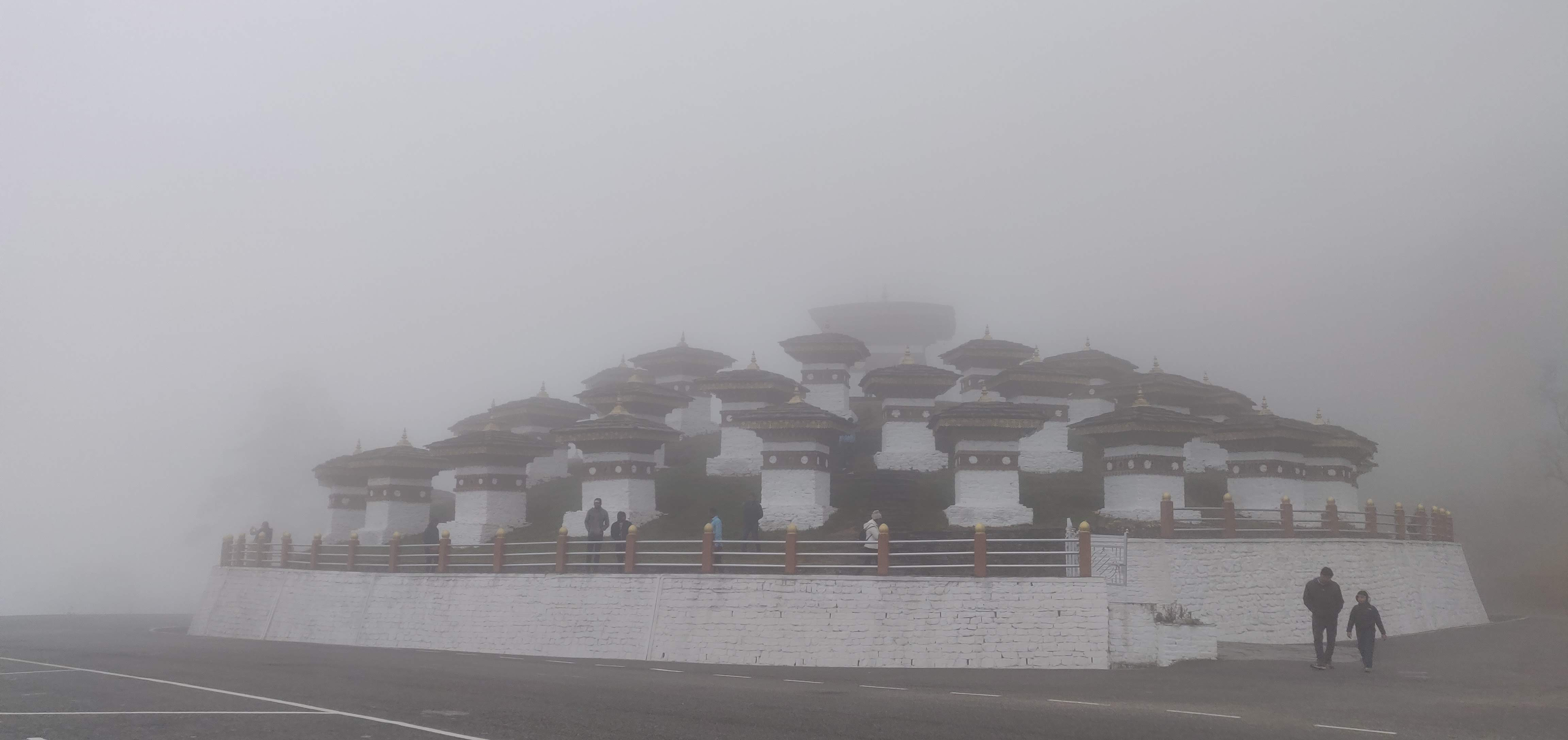
Lhakhang

Dans l'Himalaya, et notamment au Népal et au Bhoutan, les lhakhangs sont des temples bouddhistes de taille relativement modeste. Ils abritent des objets sacrés et on y pratique des activités religieuses. Le mot lhakhang signifie « la maison des dieux », c'est-à-dire la maison des êtres illuminés, comme par exemple le Bouddha, ses disciples ou d'autres divinités.
Il y a plus de deux mille lhakhangs (temples) et goenpa (monastères) au Bhoutan. On les trouve dans presque tous les villages et sur presque tous les sommets des montagnes du pays. Bien qu'ils n'aient pas les proportions imposantes des dzongs, de nombreux lhakhang et goenpa sont plus anciens que les dzongs, certains remontent au VIIe siècle.
Généralement, le lhakhang est le bâtiment le plus important du village. En plus d'être un centre religieux, il remplit aussi d'importantes fonctions sociales et culturelles car tous les événements culturels villageois s'y déroulent. Le lhakhang bouddhiste se présente généralement sous la forme d'une simple salle avec un hall d'entrée et une salle principale abritant l'autel principal du temple. Outre le corps principal du bâtiment, on y trouve aussi des bâtiments annexes plus simples servant à l’hébergement des moines.
Souvent, un monastère de type goenpa se présente comme un temple à un ou plusieurs étages disposé au centre d'une simple cour flanquée de bâtiments utilisés pour les quartiers d'habitation des moines.